# South Salem
South Salem è un villaggio degli Stati Uniti d'America, situato nello stato dell'Ohio, nella contea di Ross.